# Mercado interno
En la economía, se conoce como mercado interno a un mercado que opera dentro de límites acotados, y que a su vez está rodeado por un mercado más grande. El caso más habitual lo constituye un mercado nacional puesto en contraste con el comercio internacional.
El nivel de importancia que se le asigna a satisfacer las necesidades del mercado interno que suele ser un factor determinante 
en la definición de las diversas doctrinas económicas. Así, por ejemplo el proteccionismo se basa en un privilegio excesivo o incluso monopólico del mercado interno para ubicar sus productos en la región, mientras que el librecambismo propone que los bienes producidos por un mercado interno compitan en igualdad de condiciones con aquellos producidos fuera de él. Resumido, un mercado interno es un mercado que fabrica cosas para satisfacer a las personas.
- Datos: Q9300659